# Serra Alta (Vimbodí i Poblet)
La Serra Alta és una serra situada al municipis de Vimbodí i Poblet a la comarca de la Conca de Barberà.